# Büro für architekturbezogene Kunst
Das Büro für architekturbezogene Kunst Berlin war von 1979 bis 1991 eine nachgeordnete Einrichtung des Magistrats von (Ost-)Berlin, Abteilung Kultur.
Das Büro wurde am 1. Januar 1979 gegründet. Erster Direktor war Horst Günther. Am 12. Juni 1980 wurde der ehemalige Gutshof Buch in Berlin-Buch als Standort zugewiesen. Ab Juni 1982 leitete Dieter Klein das Büro. 
Das Büro war für die künstlerische Gestaltung des Stadtraumes verantwortlich. Wichtigste Aufgabe war die Koordinierung der Planung, Vorbereitung und Realisierung von Gestaltungsvorhaben der architekturbezogenen Kunst für Stadtgebiete, bauliche Ensembles und Einzelstandorte in Berlin. Grundlage war der Generalbebauungsplan. Die künstlerische Stadtgestaltung umfasste Kunstwerke für den Wohnungsbau in der Innenstadt, vor allem aber für den komplexen Wohnungsbau, bei dem Wohngebiete durch staatlichen Wohnungsbau entstanden, die einer einheitlichen Bebauungskonzeption bzw. einem einheitlichen Bebauungsplan folgten. Zu den Kunstwerken gehörten Plastiken, Brunnen, Giebel- und Außenwandgestaltungen, Bauzaunmalerei, Denkmäler und Gedenktafeln, Verkehrsanlagen (U-Bahnhöfe), und die künstlerische Ausstattung von sozialen Einrichtungen, wie Kindertagesstätten, Feierabendheimen und Polikliniken.
Das Büro erfüllte hauptsächlich Gestaltungsaufträge des Hauptauftraggebers Komplexer Wohnungsbau und anderer Investitionsauftraggeber, mit denen es auf der Grundlage von Vereinbarungen zusammenarbeitete. Für die Gestaltungsarbeiten selbst schloss das Büro im Auftrag des Magistrats Verträge mit bildenden Künstlern. So arbeitete das Büro für das Neubaugebiet in Marzahn mit etwa 250 Künstlern zusammen. Außerdem war das Büro maßgeblich an der Erarbeitung und Aktualisierung der Konzeptionen „Architekturbezogene Kunst“ als Bestandteil der Bebauungskonzeptionen des Büros für Städtebau beteiligt. In einigen Fällen wirkte Direktor Dieter Klein auch auf die Auswahl von Künstlern für Ausstellungen ein.
Das Büro gliederte sich in die Bereiche Direktion, Ökonomie, Koordinierung, Werkstätten, Ausstellungen und Galerie. 
Am 14. Juni 1991 wurde die Einrichtung abgewickelt und hörte auf, in ihrer bisherigen Rechtsform zu existieren.